# Yoshihiro Togashi
Yoshihiro Togashi (Kanji: 富 樫 義 博; hiragana: と が し よ し ひ ろ; n. 27 aprilie 1966, Prefectura Yamagata, Japonia) este un mangaka. În prezent este căsătorit cu Naoko Takeuchi, autorul Sailor Moon Manga. Printre cele mai recunoscute lucrări ale sale sunt Hunter x Hunter și Yu Yu Hakusho.
Toate lucrările sale au fost publicate în revista Weekly Shonen Jump.

## Biografie
Yoshihiro Togashi s-a născut în orașul Shinjō, situat la nord de Prefectura Yamagata, în cadrul unei familii care deținea un magazin local de papetărie.
Începe să deseneze manga întâmplător între primul și al doilea an de școală primară, iar în 1986 a debutat ca mangaka la vârsta de 20 ani, cu lucrarea sa intitulată Buttobi Straight care a câștigat premiul Tezuka. Apoi a creat o altă lucrare numită Jura no Miduki în 1987, devenind o mențiune onorabilă în revista anuală a Premiului Hop Step al editurii Shueisha.
Prima sa lucrare profesională a fost Ōkami Nante Kowakunai (traducerea în limba română - „Nu îmi este frică de lupi"), apoi continuă cu Tonda Birthday Present și câteva povești scurte - șase comedii. Revista săptămânală Shonen Jump a publicat câteva povești înainte de a le compila în format tankōbon în 1989.
Apoi apare Tende Showaru Cupidon („Cupidul malefic și incapabil") creat între 1987 și 1990; însumează 3 volume publicate în același editorial. În cadrul acestora, autorul combină romantismul cu fantasticul găsindu-și inspirația în mitologia japoneză.
Togashi începe să fie celebru odată cu apariția manga Yū Yū Hakusho, publicată la începutul anilor 1990 în revista Shonen Jump și va fi ecranizată în 1992. Inspirată de ezoterism, demoni, lumi paralele,  filmul Poltergeist și folclorul japonez. Pe baza acestei lucrări sunt create două filme Yū Yū Hakusho: Meikai Shitouhen Honoo no Kizuna (trad. "Invadatorii iadului") din 1994, Yū Yū Hakusho Gekijōban  din 1993. Apar și videoclipuri precum: Heizō Hakusho I și Heizō Hakusho II  între anii 1995-1996. După aceea, Togashi ia o pauză de la creație din cauza oboselii acumulate.
Yū Yū Hakusho a vândut mai mult de 49 de milioane de exemplare doar în Japonia. A fost publicat în mai multe țări precum: Franța, Italia, Spania și Statele Unite ale Americii, inclusiv America Latină, în Argentina de către editura Ivrea și în Mexic.
La mijlocul anilor 1990, apare o altă lucrare a lui Togashi, numită Level E, despre un tânăr student la universitate care trebuie să returneze memoria unui extraterestru. Acesta este de fapt un prinț de pe o planetă îndepărtată. Lucrarea este publicată între 1995 și 1997 în 3 volume. În 2011, ecranizarea acestei serii a fost realizată de același studio de animație care a produs și anime-ul Yū Yū Hakusho, Studio Pierrot, sub îndrumarea lui Toshiyuki Katou. 
La 3 martie 1998, Togashi revine cu Hunter X Hunter publicat tot în aceeași redacție ca lucrările sale anterioare. Fiind inspirat de hobby-urile sale de a colecta obiecte, fiare neobișnuite, în crearea operei sale a apelat la inventarea unui alfabet extraterestru adaptându-l la alfabetul Hiragana pentru scrierea semnelor orașelor și obiectelor. Cu un stil natural, foarte asemănător cu cel al lui Jean Giraud, doar că Togashi folosește stilouri, rame mai puțin mecanice în munca sa. Hunter X Hunter este unul dintre cele mai cunoscute titluri ale lui Togashi din Japonia răspândindu-se în întreaga lume.
La 6 ianuarie 1999, Togashi s-a căsătorit cu celebrul mangaka Naoko Takeuchi, autorul celebrului manga Bishoujo Senshi: Sailor Moon. Împreună au avut un fiu în 2001. În urma acestei căsătorii, Togashi a început să fie cunoscut de către otakus ca domnul Takeuchi.
Ei fac un cuplu curios, cu toate acestea, Naoko spune că soțul ei este cinstit, prietenos și are un simț al umorului foarte bun. Pe lângă toate acestea, soțul acesteia împărtășește cu ea atracția pentru teme ezoterice și oculte.

## Manga/Anime-uri
- Buttobi Straight (1986)
- Ōkami Nante Kowakunai (1989)
- Tende Showaru Cupid (1987-1990)
- Yū Yū Hakusho (1990-1994)
- Level E (1995-1997)
- Hunter x Hunter (1998-Actualidad)

## Legături externe
- Transcript of interview in American Monthly Shonen Jump (archived)
- Profile at takeuchi-naoko.com
- Yoshihiro Togashi  la Enciclopedia Anime News Network
- Hunter x Hunter Story Board Exhibit at the Shinjō Mogami Manga Museum Event Report Arhivat în 19 iunie 2018, la Wayback Machine.